# دولتن هومز
دولتن هومز (انگلیسی: Daulton Hommes؛ زادهٔ ۴ ژوئیهٔ ۱۹۹۶) بازیکن بسکتبال اهل ایالات متحده آمریکا است.